# Forest of Bowland

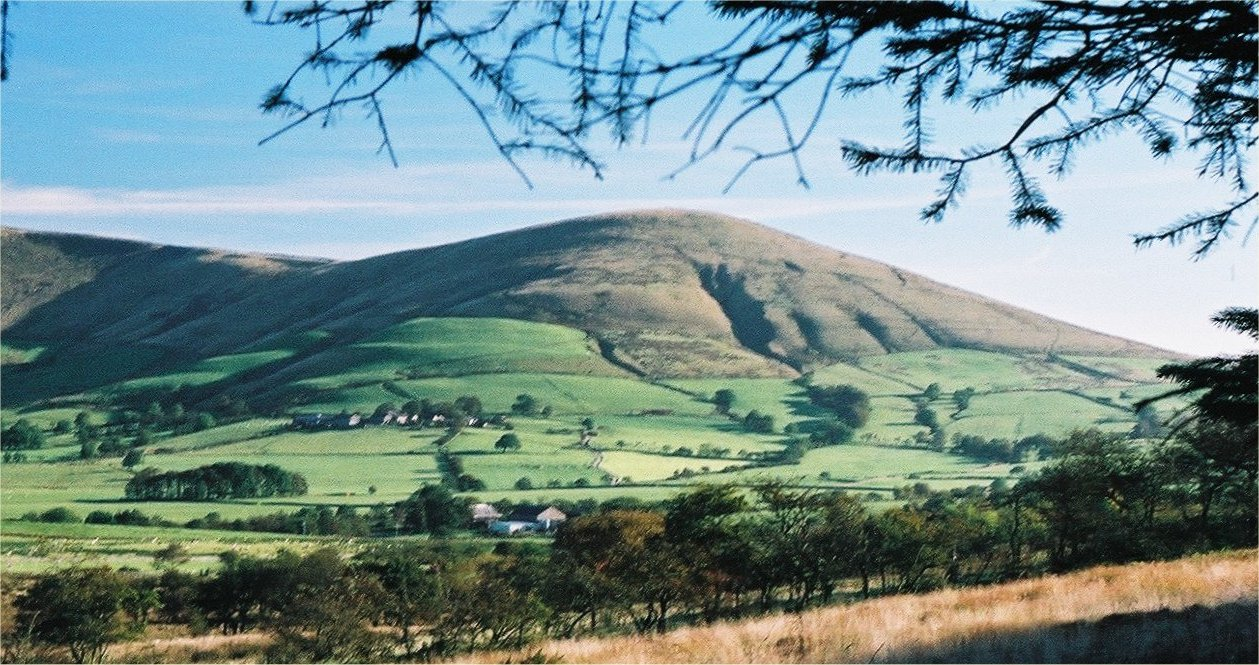
Parlick.

La Forest of Bowland, également connue sous le nom de Bowland Fells, est une zone de collines stériles, de vallées profondes et de tourbières, principalement dans le nord-est du Lancashire, en Angleterre, avec une petite partie dans le North Yorkshire. C'est un éperon occidental des Pennines, et a été une fois décrit comme la « Suisse de l'Angleterre »,.
La Forest of Bowland est désignée zone de beauté naturelle exceptionnelle (AONB) depuis 1964. La zone comprend également une partie isolée connue sous le nom de forêt de Pendle, séparée de la partie principale par la vallée de Ribble. L'une des caractéristiques les plus connues de la région est Pendle Hill, située dans la forêt de Pendle. L'AONB compte plus de 500 bâtiments classés et 18 monuments classés.
Bowland survit en tant que reste nord-ouest de l'ancienne nature sauvage qui s'étendait autrefois sur une immense partie de l'Angleterre, englobant Bowland, la forêt de Sherwood (Nottinghamshire), la forêt de New Hamp (Hampshire) et la forêt de Savernake (Wiltshire). Alors que le creux de Bowland (la vallée et le passage élevé reliant la Wyre (à Marshaw) et le ruisseau Langden et divisant le noyau de la montagne en deux blocs principaux) représente la région pour beaucoup en raison de sa popularité, il représente seulement une petite partie de l'ensemble de la forêt de Bowland.
Les collines du côté ouest de Bowland attirent les marcheurs de Lancaster et des environs. Clougha Pike, la colline la plus à l'ouest, surplombe Lancaster. Les collines forment une grande forme de fer à cheval avec son extrémité ouverte tournée vers l'ouest. Dans le sens des aiguilles d'une montre depuis Lancaster, les collines sont Clougha Pike (413 m), Grit Fell (468 m), Ward's Stone (561 m), Wolfhole Crag (527 m), White Hill (544 m), Whins Brow (476 m), Totridge (496 m), Parlick (432 m), Fair Snape Fell (510 m), Bleasdale Moor (429 m), et Hawthornthwaite Fell (478 m). Pendant la Seconde Guerre mondiale, de nombreux secteurs de Bowland ont été utilisés pour l'entraînement militaire, des bombes non explosées subsistent dans certaines régions.
La zone comprend le centre géographique de la Grande-Bretagne, proche des Whitendale Hanging Stones, à environ 6 km au nord du pont de Dunsop. L'étendue historique de Bowland est divisée en deux grandes communes administratives : Great Bowland (Bowland Forest High et Bowland Forest Low) et Little Bowland (Bowland-with-Leagram), mais l'AONB moderne couvre une zone beaucoup plus vaste.

## Historique
La région du royaume britannique de Rheged, Bowland, fut absorbée par la Northumbrie au VIIe siècle. À son tour, alors que l’influence du Northumbrie s’estompait, les régions les plus à l’ouest de Bowland ont été rattachées à Amounderness, un territoire forgé par le nordique Agmundr, vassal d’Eowils et Halfdan, au début du Xe siècle.
En 926, Amounderness fut annexée par le roi des Saxons occidentaux, Aethelstan, comme butin de guerre. En 934, il l'accorda à Wulfstan Ier, archevêque de York. Selon l'accord de l'Aethelstan, Amounderness à cette époque s'étendait « de la mer le long du Cocker à la source de cette rivière, de cette source directement à une autre source appelée en ancien anglais "Dunshop", descendant ensuite le long de la rivière jusqu'au Hodder, dans la même direction vers le Ribble et puis le long de cette rivière par le milieu du canal à la mer ». Amounderness englobe donc une partie importante de l'ouest et du sud-ouest de Bowland.
Ekwall décrit ainsi la limite est d'Amounderness comme « étant formée par les chasses à la frontière du Yorkshire » ; une description qui place l'ancienne limite dans la forêt moderne de Bowland. Bien qu'il soit difficile de localiser Dunshop, le confluent des rivières Dunsop et Hodder au pont Dunsop semble être un lieu probable, situé près de l'embouchure est de la fosse de Bowland dont la pierre grise marque la frontière du comté d'avant 1974.
Contrairement aux histoires populaires, les origines du nom « Bowland » n'ont rien à voir avec le tir à l'arc (« le pays de l'arc »), ni avec les fermes d'élevage médiévales ou les cuvettes. Le nom vient du vieux norrois boga- / bogi-, qui signifie « coude dans une rivière ». Il s'agit d'une mot du Xe siècle utilisée pour décrire la topographie du bassin de Hodder, avec sa rivière sinueuse et ses ruisseaux.

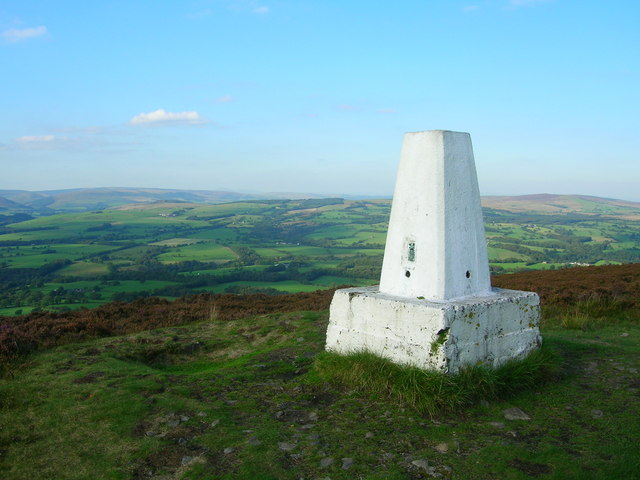
Un point trigonométrique sur Longridge Fell.

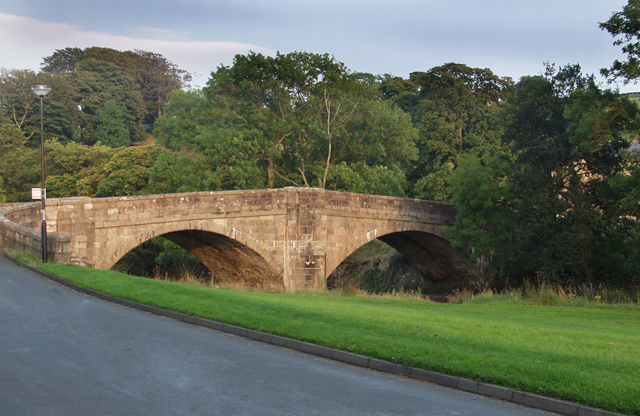
Slaidburn Bridge.

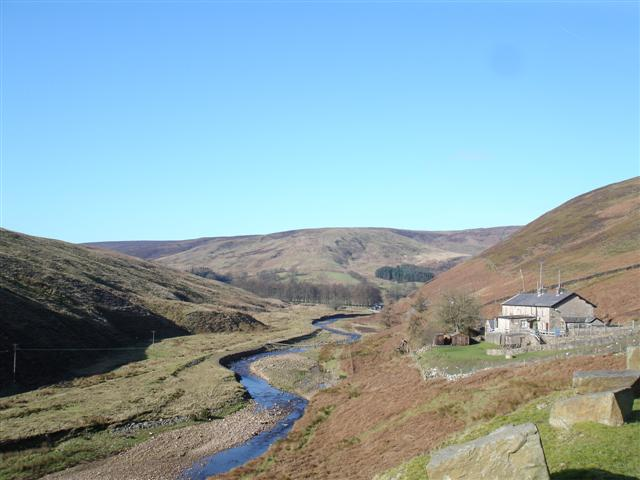
Smelt Mill cottages, QG de l'équipe de sauvetage de Bowland Pennine Mountain.

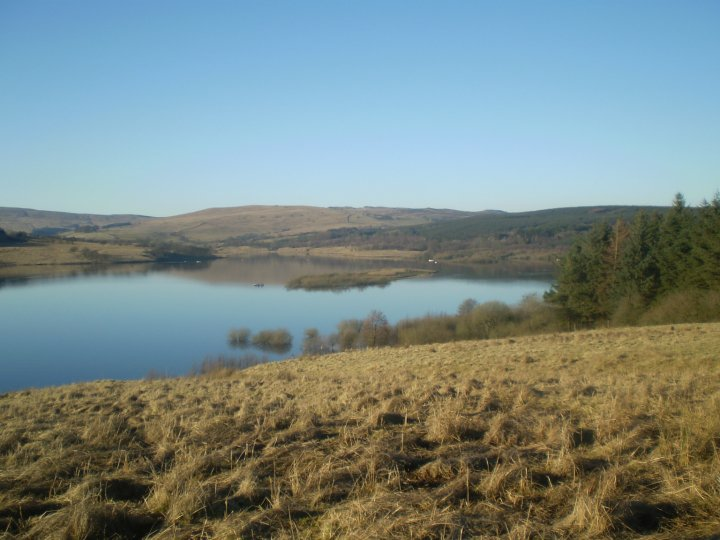
Réservoir, Bowland.

Avant la conquête normande, Bowland était détenu par Tostig, fils de Godwin, comte de Wessex. Cependant, en tant qu'entités féodales, la forêt et la liberty de Bowland ont été créées par William Rufus peu après le Domesday et accordées à son vassal Roger de Poitou, probablement pour récompenser de Poitou pour son rôle dans la défaite de l'armée écossaise de Malcolm III de 1091 à 1092. Selon toute vraisemblance, c’est cette concession qui a englouti la partie est d’Amounderness dans le domaine de Bowland pour la première fois.
À la fin du XIe siècle, la forêt et la liberty sont entrées en possession des De Lacy, seigneurs de Pontefract. En 1102, avec l’octroi de la taxe adjacente de Clitheroe et d’autres exploitations dans Hornby et Amounderness, ils finirent par former la base de ce qui devint connu sous le nom d’Honneur de Clitheroe.
En 1311, l'Honneur de Clitheroe fut englobé dans le comté de Lancaster. Entre 1351 et 1661, il fut administré dans le cadre du duché de Lancaster. À la fin du XIVe siècle, Bowland comprenait une forêt royale et une liberty de dix manoirs couvrant huit communes et quatre paroisses et couvrait une superficie de près de 482 kilomètres carrés. Les manoirs de la liberty étaient Slaidburn (Newton-in-Bowland, West Bradford, Grindleton) Knowlmere, Waddington, Easington, Bashall Eaves, Mitton, Withgill (Crook), Leagram, Hammerton et Dunnow (Battersby). Pendle Forest faisait également partie de l'honneur de Clitheroe, mais était administré par le Blackburnshire.
En 1661, la Couronne concéda au général George Monck les 28 manoirs de l'ancien honneur de Clitheroe, notamment la forêt et la liberty de Bowland, dans le cadre de la création du Duché d'Albermarle. Monck avait été une figure clé de la restauration de Charles II. La seigneurie de Bowland est ensuite descendue dans les familles Montagu, Buccleuch et Towneley.
Saint Hubert, le saint patron de la chasse, est également saint patron de Bowland et possède une chapelle qui lui est dédiée à Dunsop Bridge. Cette chapelle a été fondée par Richard Eastwood de Thorneyholme, agent foncier de la famille Towneley.

## Écologie
Le nom de « forêt » est utilisé dans son sens traditionnel de « terrain de chasse royal ». Plutôt que d'être recouvert par des arbres, une grande partie de la terre est constituée de landes de bruyères et de marais couvert. Dans le passé, le sanglier, le cerf, le loup, le chat sauvage et le gibier parcouraient la forêt.

### Tir à la grouse
C'est une zone importante pour le tir à la grouse. Le domaine Abbeystead détient le record du plus gros sac de tétras du monde ; quand le 12 août 1915, 2 929 oiseaux ont été abattus par huit fusils (tireurs).

### Zones protégées
Une zone de 158 kilomètres carrés des Bowland Fells est désignée site d'intérêt scientifique particulier. La zone revêt une importance internationale pour ses populations d'oiseaux de montagne et, en vertu de la directive « Habitats », « Bowland Fells » a été désignée zone de protection spéciale (spécialement désignée pour la reproduction des Faucons émerillon et des Busards Saint-Martin).

### Busard Saint-Martin
Le Busard Saint-Martin le symbole de l'AONB. Dans la forêt de Bowland et dans d'autres régions montagneuses d'Angleterre, le busard est menacé de persécution illégale.

#### Récupération partielle de l'espèce
En 2014, il a été annoncé que Bowland ferait partie des ZPS incluses dans un projet LIFE de l'Union européenne visant à assurer un avenir durable aux Busards Saint-Martin en Angleterre et en Écosse. Le projet vise à travailler de manière constructive avec les propriétaires fonciers et la communauté des chasseurs. En 2018, deux nids ont été signalés sur des terres appartenant à United Utilities. Les nids ont été protégés par des volontaires.

## Musée et centre d'accueil
Le centre d'accueil des visiteurs Bowland est situé dans le parc national de Beacon Fell, dans l'AONB. Il est géré par le service de campagne du conseil du comté du Lancashire et fournit aux visiteurs des informations sur l'AONB et la campagne environnante.
L'écologie de la forêt de Bowland est présentée au musée du château de Clitheroe.